# See (Niesky)
See (obersorbisch Jězor) ist ein zur ostsächsischen Kleinstadt Niesky (Landkreis Görlitz) gehörendes Dorf. Mit dem nördlich angrenzenden Dorf Moholz, das 1938 nach See eingemeindet wurde, bildet See den gleichnamigen Ortsteil See, der mit knapp 1100 Einwohnern der nach der Kernstadt größte von Nieskys Ortsteilen ist.

## Geographie

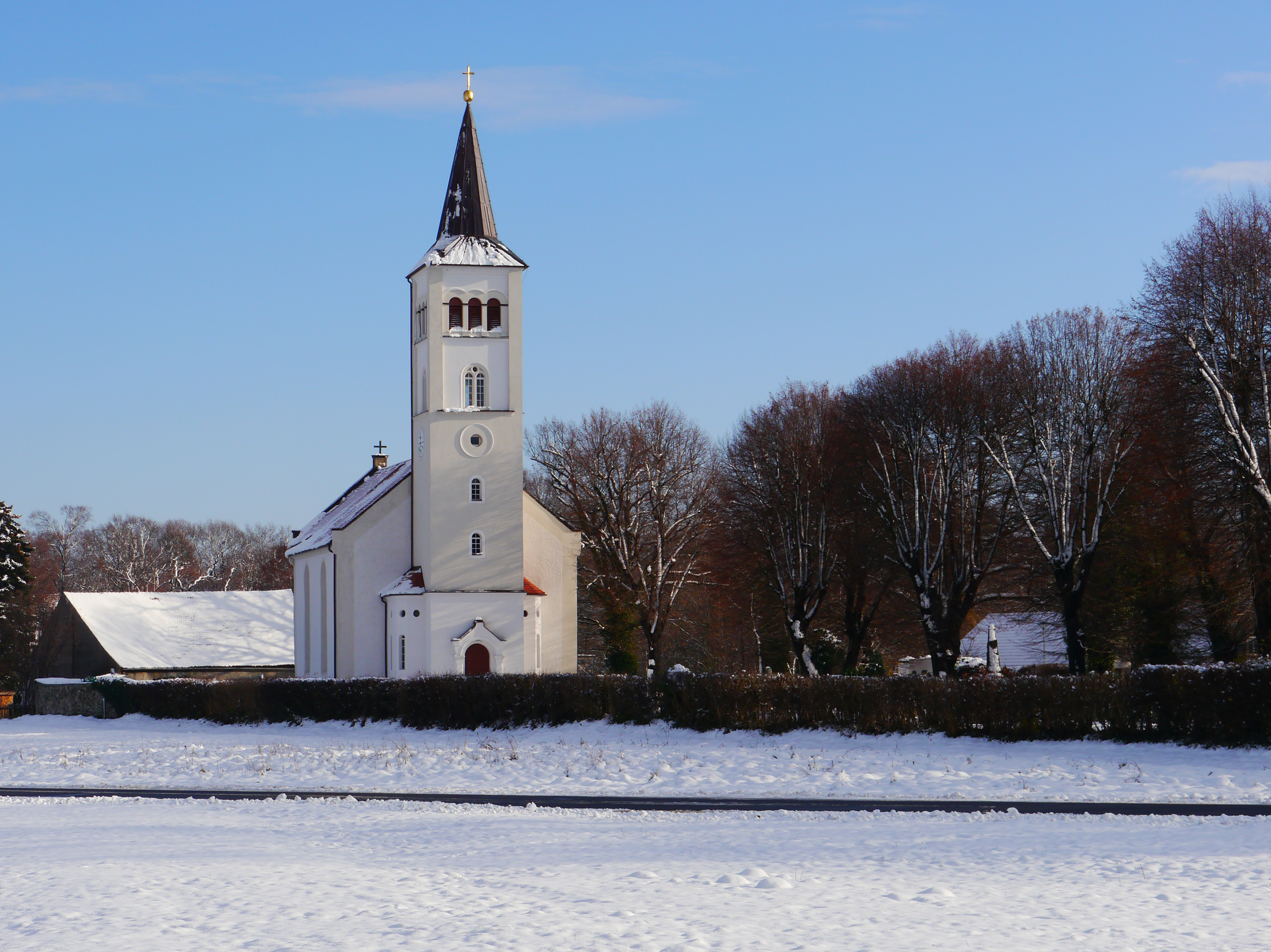
Kirche von See im Winter

See liegt etwa drei Kilometer westlich des Nieskyer Stadtzentrums an der Staatsstraße 121 im östlichen Teil des Biosphärenreservats Oberlausitzer Heide- und Teichlandschaft. Nördlich von See schließt sich Moholz an, östlich und südlich wird See von einem weitreichenden Waldgebiet umschlossen, welches das Dorf mit einem schmalen Streifen von Niesky trennt. Rund einen Kilometer südwestlich des Ortes liegt der Stausee Quitzdorf.
Im Norden des Ortsteils verläuft die Bahnstrecke Węgliniec–Falkenberg/Elster mit Bahnhöfen in Petershain und Niesky, auf der im Personenverkehr die Verbindung Hoyerswerda–Görlitz im Zweistundentakt angeboten wird.

## Geschichte
Aus archäologischen Funden ist bekannt, dass bereits in der Mittel- und Jungsteinzeit Menschen in der Region See siedeln. Zu den bekanntesten dieser Fundstücke zählt eine Kanne, die in den städtischen Kunstsammlungen Görlitz aufbewahrt wird. Nach ihrem Fund wurde sie mit einer Aufschrift versehen: Diese kleine Totenurne ist zusammen mit weiteren großen und kleinen Gefäßen dieser Art, in denen die Heiden die Aschereste der verbrannten Toten bargen und aus einzigartiger Frömmigkeit heraus im Sand begruben gefunden und ausgegraben worden im Dorfe See in der Herrschaft des Edlen von Nostitz im Jahre des Herrn 1732.
See ist vermutlich eine slawische Siedlung, die in der Zeit der deutschen Ostkolonisation von deutschen Siedlern ausgebaut wird. Im Meißner Bistumsmatrikel wird 1346 die Parochie Sehe genannt, eine Kapelle ist wahrscheinlich bereits um das Jahr 1200 vorhanden. Mit Ulrich de Sehe wird um 1390 erstmals ein weltlicher Besitzer urkundlich erwähnt.
Die Einwohner von Trebus klagen 1521 vor dem Görlitzer Rat, weil sie mit dem Pfarrer von See sehr unzufrieden sind. Ihrer Bitte, nach Hähnichen umgepfarrt zu werden, wird stattgegeben.
Der Einzug der Reformation wird durch den Grundherrn Gotzsche von Gersdorff verzögert, der ein Gegner Luthers ist und seine Lehre bei den Untertanen streng verbietet. Er soll später in Gewissensnot geraten und ein Förderer der lutherischen Lehre geworden sein, die um 1540 in See Einzug hält. Als erster Pfarrer wird 1547 der Muskauer Simon Opitz genannt.
In der zweiten Hälfte des Dreißigjährigen Krieges kann das Kurfürstentum Sachsen 1635 die beiden Lausitzer Markgraftümer für sich gewinnen. Für See ist die Kriegszeit belastend. Im Jahr 1632 grassiert im Kirchspiel See die Pest, so dass die Kirche geschlossen bleiben muss und der Pfarrer im Freien auf einem Berg zwischen Sproitz und See predigt, woran noch heute der Pestaltar mit der eingemeißelten Jahreszahl erinnert. Wahrscheinlich erfolgt in dieser Zeit die Auspfarrung Horschas. 1640 wird die kriegsgebeutelte Gemeinde von schwedischen Truppen geplündert und verwüstet.
Östlich von See wird 1742 durch böhmische Brüder der Ort Niesky gegründet. Um 1830 kommt es zur Gründung der Kolonie Neu-See, die umgangssprachlich auch der Sand genannt wird, da sie sich auf einem Sandberg befindet.
Nachdem der größte Teil der Oberlausitz als Folge der Napoleonischen Kriege 1815 an Preußen fällt, wird See im Folgejahr dem neugegründeten Landkreis Rothenburg (Ob. Laus.) zugeordnet. Bereits 1822 beantragt die Gemeinde die Regulierung zur Beendigung der Erbuntertänigkeit bei der preußischen Regierungskommission in Frankfurt. Erst 1841 kommt es zur Regulierung der bäuerlichen und gutsherrlichen Verhältnisse sowie der bäuerlichen Dienstablösung. Von den 787 Hektar Seer Landbesitzes entfallen 78 % auf die Gutsherrschaft.
Im Jahr 1874 wird der Abschnitt Mücka–Niesky der Bahnstrecke Kohlfurt–Falkenberg/Elster gebaut. Ab 1884 wird am Sproitzer Bauernberg zwischen Sproitz und See Basalt und Quarzit abgebaut. Den größten Anteil der Arbeiter stellen dabei Einwohner aus See. Seit 1890 wird das gewonnene Material über eine Bahnstrecke zum Bahnhof Mücka gebracht. Aufgrund von zunehmenden tödlichen Unfällen muss 1939 der Abbau eingestellt werden.
Gegen Ende des Zweiten Weltkriegs wird See am 18. April 1945 stark umkämpft. Dabei sterben 176 Einwohner, 23 Wohnhäuser werden zerstört.
Nach dem Krieg wird die Gutsherrschaft auf Schloss See, der Sohn des Karl Christian zur Lippe-Weißenfeld, enteignet. In der Bodenreform werden 1946 die Flächen an Seer und Umsiedler verteilt. Bereits 1952 wird die Landwirtschaftliche Produktionsgenossenschaft (LPG) „Ernst Thälmann“ gegründet. Im Gutsschloss wird ein Genesungsheim eröffnet. In der Verwaltungsreform von 1952 kommt See zum Kreis Niesky, Bezirk Dresden.

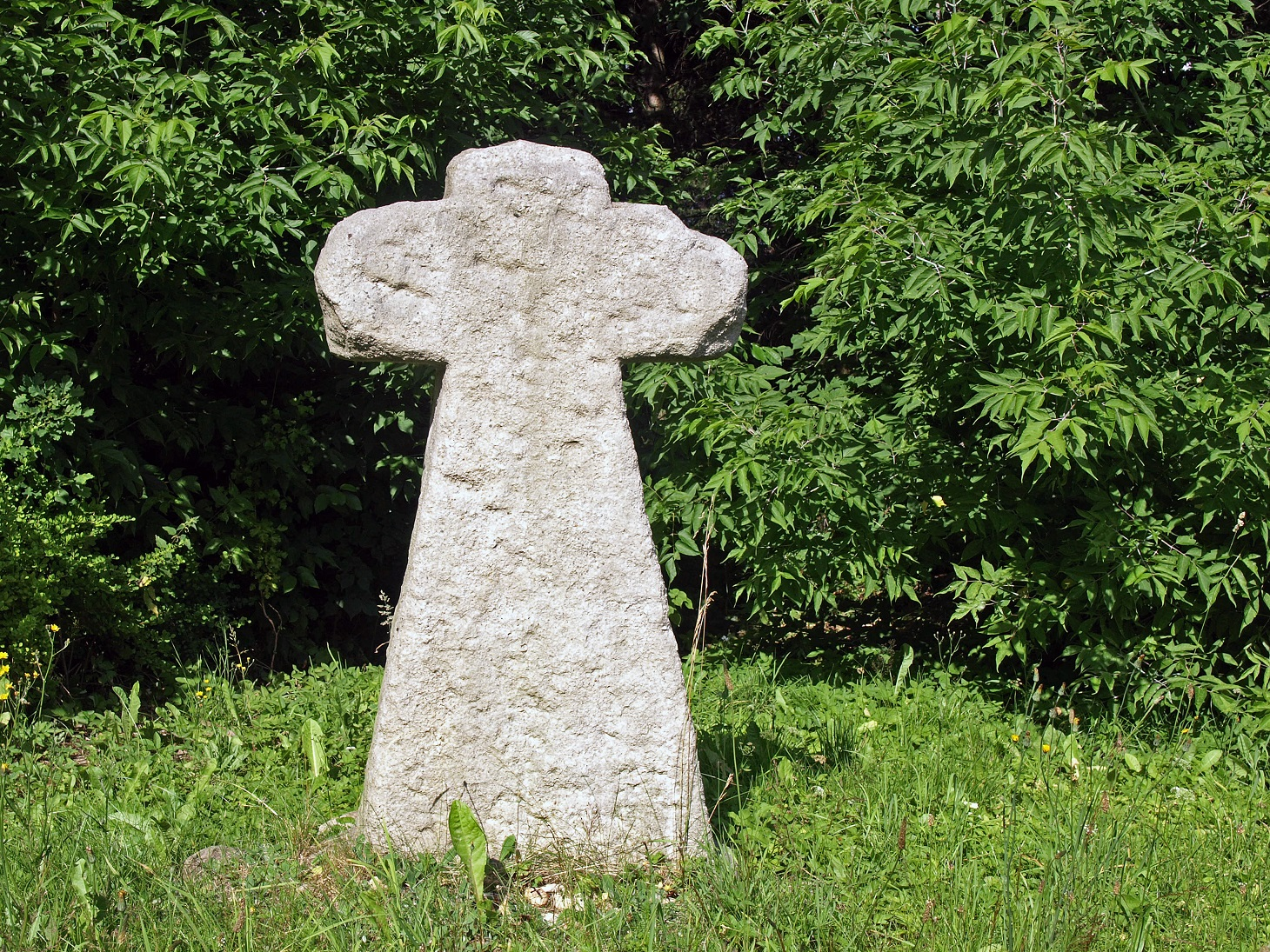
Steinkreuz in See

Die Kirche wird letztmals 1970 umgebaut. Dabei wird die Spitze des 1886 errichteten Kirchturms mit ihren vier Ecktürmchen entfernt und gegen ein flacheres Zeltdach ersetzt.
Zum 1. April 1974 wird die Gemeinde See mit Moholz in die Kreisstadt Niesky eingegliedert.
Bei Bauarbeiten wurde im Herbst 1997 in See ein Steinkreuz gefunden, das aus dem 15. oder 16. Jahrhundert stammt. Dieses Kreuz wurde wieder aufgestellt und die Gedenkstätte im Rahmen des Hexenbrennens am 30. April 1998 eingeweiht.
Größte Arbeitgeber der Nachwendezeit sind im Ort die Straßen- und Tiefbau GmbH See sowie die aus der LPG hervorgegangene Agrargenossenschaft See e.G.

### Bevölkerungsentwicklung
| Jahr | Einwohner | Einwohner | Einwohner |
| ---- | --------- | --------- | --------- |
| Jahr | See       | Moholz    | gesamt    |
| 1825 | 297       | 354       | 651       |
| 1871 | 679       | 601       | 1280      |
| 1885 | 576       | 574       | 1150      |
| 1905 | 701       | 716       | 1417      |
| 1925 | 651       | 703       | 1354      |
| 1939 |           |           | 1650      |
| 1946 |           |           | 1845      |
| 1950 |           |           | 1852      |
| 1964 |           |           | 1598      |
| 1971 |           |           | 1622      |
| 1996 |           |           | 1557      |
| 1999 |           |           | 1442      |
| 2002 |           |           | 1353      |

Im Jahr 1777 wirtschaften in See 3 Bauern, 10 Gärtner und 18 Häusler. Zwei Wirtschaften liegen wüst.
Bei der ersten preußischen Bevölkerungserhebung, bei der alle Einwohner unabhängig von deren sozialen Status gezählt werden, werden 1825 in See 297 Einwohner ermittelt. Bis zur Reichsgründung im Jahr 1871 steigt diese Zahl um mehr als das Doppelte auf 679 an. Mit 651 Einwohnern liegt die Zahl im Jahr 1925 nur unwesentlich niedriger, schwankt in diesem Zeitraum jedoch zwischen 576 (1885) und 701 (1905). Moholz in liegt 1925 die Zahl mit 703 Einwohnern etwas über der von See.
Mit der Eingemeindung von Moholz werden amtliche Bevölkerungszahlen nur noch für beide Orte zusammen veröffentlicht. Von 1354 Einwohnern im Jahr 1925 steigt die Zahl auf 1650 im Mai 1939. Nach dem Krieg werden im Oktober 1946 1845 Einwohner gezählt. Bis 1950 verändert sich diese Zahl nur wenig, danach ist ein Rückgang zu verzeichnen. Bis 1964 verringert sich die Zahl der Einwohner um etwa 250. 1971 ist nur eine geringe Abweichung zu verzeichnen, in den folgenden 30 Jahren verringert sich die Zahl nochmals um etwa 250 bis 300 Einwohner, so dass im Jahr 2002 nur noch 1353 Einwohner in See und Moholz ermittelt werden.

### Ortsname
Der Ortsname bezieht sich auf eine Siedlung am See. Diese befand sich hinter dem Rittergut. Der deutsche Name See ist eine direkte Übersetzung des slawischen Namens, der mit Jězor in aktueller obersorbischer Schriftsprache wiedergegeben wird. Mit Jysor findet sich eine frühere Form dieses Namens 1719 bei Abraham Frenzel und 1767 bei Christian Knauthe.

## Söhne und Töchter (Auswahl)
- 1765 wird auf dem Gut See Gottlob Adolf Ernst von Nostitz und Jänkendorf (1765–1836) geboren. Neben seiner Karriere als Jurist, Oberamtmann in der Oberlausitz und Oberkonsistorialrat tritt er unter dem Künstlernamen Arthur von Nordstern in der schöngeistigen Literatur in Erscheinung.
- Leopold zur Lippe-Biesterfeld-Weißenfeld (1815–1889), Politiker, preußischer Justizminister
- Ernst zur Lippe-Weißenfeld (1825–1909), Historiker und preußischer Rittmeister